# Kráľovohoľské Tatry
Kráľovohoľské Tatry je geomorfologický podcelek, zabírající východní část Nízkých Tater na Slovensku. Od Ďumbierských Tater je odděluje sedlo Čertovica a údolí řek Boca a Štiavnička. Velkou část pohoří zabírá národní park Nízké Tatry. 

## Poloha a přírodní poměry
Pohoří se táhne směrem ze západu na východ mezi údolími Váhu a Hronu. Hlavní hřeben je posunut více k jihu a největší výšku 1946 m dosahuje na vrcholu Kráľovy hole. Mezi další nejvyšší vrcholy pohoří patří:
- Stredná hoľa (1876 m)
- Orlová (1840 m)
- Bartková (1790 m)
- Veľký bok (1727 m)
- Veľká Vápenica (1691 m)
- Andrejcová (1520 m)

Kráľovohoľské Tatry ze severu ohraničuje Liptovská a Popradská kotlina, od pohoří Kozie chrbty je na severovýchodě odděluje Vikartovská priekopa. Na jihu odděluje Horehronské podolí pohoří od Slovenského rudohoří. Od Slovenského ráje jsou odděleny Vernarským a Kopaneckým sedlem a Vernarskou dolinou.

### Geomorfologie
Z geomorfologického hlediska je pohoří součástí Fatransko-tatranské oblasti a geomorfologického celku Nízké Tatry. Kráľovohoľské Tatry se člení na části:
- Kráľova hoľa
- Predná hoľa
- Priehyba
- Teplická kotlina

### Geologie
Kráľovohoľské Tatry geologicky zasahují do Veporského pásma (s hlavní jednotkou veporika), tvořeného Královohoľskou zónou, na východě ohraničenou Muráňským zlomem. Královohoľská zóna je v oblasti Nízkých Tater tvořena přeměněnými horninami, hlavně pararulami a především horninami granitoidního charakteru - hlavně granodiority a tonality, které tvoří tzv. Veporský pluton. Severně od Pohorelské linie, která ji odděluje od Královohoľské zóny, se nachází kraklovská zóna, tvořící podstatnou část hřebene Královohoľských Tater. Budována je komplexy přeměněných hornin hlavně rul, svorů a amfibolitú. 
Podíl magmatických hornin je menší (např. těleso A-typových granitů u Hrončoku). Druhohorní usazené horniny zastupují hlavně vápence, dolomity, slíny a pískovce, které jsou také místy různě přeměněny. Nejvýznamnějšími strukturami jsou zde jednotka Veľkého Boku a zbytky heľpské sukcese. Styčnou oblast mezi Veporským a Fatransko-tatranskou oblastí a podcelkem Ďumbierske Tatry tvoří čertovická linie.

## Turistika
Přestože Nízké Tatry jsou po Vysokých Tatrách druhým nejnavštěvovanějším pohořím Slovenska, Kráľovohoľské Tatry patří kromě okolí turistických středisek spíše k méně rušným pohořím. V roce 1978 byly Nízké Tatry na ploše 81 095 ha prohlášeny za národní park (NAPANT). I díky tomu zde stále existují opravdové pralesům blízké lesy, s množstvím zvěře a lze zde podnikat mnohé zajímavé pěší túry. Mezi hlavní výchozí místa patří obce Liptovská Teplička a Telgárt.

### Hřeben pohoří
Červeně značená Cesta hrdinů SNP prochází celým hřebenem Královohoľských Tater. Ze sedla Besník vede do Telgártu, odkud stezka stoupá více než 1000 m na legendami ověnčenou Kráľovu holi. Tady začíná jeden z nejkrásnějších úseků hřebene Nízkých Tater. Od vysílače na vrcholu pokračuje stezka přes travnatou Orlovou a Ždiarské sedlo k útulně Andrejcová. Hřeben pokračuje sedlem Priehybka na Veľkou Vápenicu a sedlo Priehyba na Zadnou holi. Přes Homôľku (1660) pokračuje kolem útulny Ramža a Bacúšske sedlo až na sedlo Čertovica.